# Георги Христакиев
Георги Христакиев (28 май 1944 – 4 април 2016), наричан по прякор Хери, е български футболист, защитник, клубна легенда на Локомотив (София). Играл е също в Берое (Стара Загора), Чепинец (Велинград), Спартак (Пловдив), ЖСК Славия и Локомотив (Пловдив). Заради безкомпромисните си изяви на терена получава прозвището Хери Смъртта.
Между 1967 г. и 1974 г. изиграва 14 мача и бележи 1 гол за националния отбор. Сребърен медалист от Олимпиадата в Мексико'68.

## Биография
Родом от Стара Загора, Христакиев прави първите си стъпки във футбола в Берое. След това преминава през Чепинец (Велинград) и Спартак (Пловдив), преди да облече екипа на Локомотив (София) през 1965 г.
Именно със столичните „железничари“ е свързана основната част от състезателната му кариера. Още в дебютния си сезон с Локомотив се утвърждава като основен стълб в защитата на отбора. За три сезона и половина записва 97 мача в А група. Бронзов медалист през сезон 1967/68.
През януари 1969 г. след сливането между Локомотив и Славия заиграва в обединения отбор. През сезон 1969/70 записва 12 мача в първенството, както и 3 мача в Купата на УЕФА. Участва в паметните двубои при елиминирането на Валенсия след победа с 2:0 в София и равенство 1:1 в Испания. През лятото на 1970 г. преминава в Локомотив (Пловдив). През сезон 1970/71 изиграва 24 мача за черно-белите в А група.
През 1971 г. се завръща в Локомотив (София) след като клубът отново възстановява самостоятелното си съществуване. През 1973 г. става носител на Балканската купа. Играе за отбора до декември 1974 г. В този период записва 85 мача за „железничарите“ в елитното първенство, след което прекратява кариерата си.

## Успехи
Локомотив (София)
- Балканска купа –  Носител: 1973

България
- Летни олимпийски игри –  Сребърен медал: 1968